# Дискографија Ријане
Барбадоска певачица Ријана издала је осам студијских албума, два компилацијска албума, два албума ремикса, један рејисус, и 71 сингл (укључујући осамнаест као извођачки уметник). Од почетка своје каријере 2005, Ријана је продала више од 230 милиона снимака и синглова, што је чини једним од најпродаванијих музичара свих времена. Издала је седам сертификованих и мулти-сертификованих албума у САД, којих је продато око 10 милиона у земљи. Четрнаест Ријаниних синглова је достигло на амерички Билборд хот 100, дајући јој четири најбољих синглова на листи. Она је једина уметница која је достигла на прво место у седам узастопних албума.
Ријана је започела своју каријеру 2005. године са песмом „Pon de Replay”, која је достигла првих пет места у дванаест земаља. Након тога је објављен њен први студијски албум, Music of the Sun (2005), који је достигао првих десет места у Канади и америчком Билборд 200. Ријанин други студијски албум A Girl like Me (2006) произвео је четири сингла, међу којима су најзначајнији „SOS” и „Unfaithful”. Они су постали први Ријанини синглови који су достигли на прво место у америчком Билборд хот 100. Good Girl Gone Bad (2007), Ријанин трећи студијски албум, достигао је друго место на америчком Билборд 200 и био је пет пута награђен на Америчком Платинуми и шест пута на Уједињеном Краљевском Платинуму. Главни сингл овог албума, „Umbrella”, постигао је велики комерционални успех, и прво место у петнаест земаља, укључујући и амерички Билборд хот 100, на ком је остао на првом месту чак седам узастопних седмица. Седам додатних синглова било је пуштено на албуму и његовој поновној издатој верзији, укључујући и међународне хитове „Don't Stop the Music”, „Take a Bow” и „Disturbia”.
Ријана је наступала на многим сингловима, укључујући и „Live Your Life” са репером T.I., и „Run This Town” са Џеј-Зијем и Канјем Вестом. Ријанин четврти студијски албум, Rated R (2009), објавио је четири сингла укључујући и комерциално успешан „Rude Boy”, који је био на врху Билборд хот 100 пет седмица за редом. Ријана је сарађивала и са америчким репером Еминемом на „Love the Way You Lie” из 2010; песма је била светски хит, достигла је број један у више од двадесет земаља широм света. РИАА је одобрила платинасту награду за слање у више од 5 милиона примерака. Ријанин пети студијски албум Loud (2010) продуцирао је више од седам синглова укључујући и комерцијално успешне, „Only Girl (In the World)”, „What's My Name?” и „S&M”. Албум је био сертификован платинуном у Сједињеним Америчким Државама и шест пута у Великој Британији.
Talk That Talk (2011), Ријанин шести студијски албум, укључујући и песму „We Found Love”; постао је светски успех, заузевћи прво место у двадесет девет земаља. Остао је на првом месту на Билборд хот 100 чак десет седмица, постајући највећи успех у певачициној земљи. Ријанин седми студијски албум Unapologetic (2012) постао је Ријанин први албум који је достигао прво место на Билборд 200. Овај албум чине и веома успешни синглови „Diamonds” који је био на листи најбољих песама у више од 20 земаља и „Stay”. Песма „FourFiveSeconds”, снимљена са Канјем Вестом и Полом Макартнијем, објављен је у јануару 2015. године, и достигао је прво место у Аустралији и на Новом Зеланду. Ријана је следеће године издала свој осми студијски албум, Anti, који је достигао прво место у Канади и Сједињеним Америчким Државама. Главни сингл овог албума, „Work”, је достигао прво место Канади, Сједињеним Америчким Државама, као и у Француској.

## Албуми

### Студијски албуми
| Назив                                                                               | Детаљи | Позиција | Позиција | Позиција | Позиција | Позиција | Позиција | Позиција | Позиција | Позиција | Позиција | Број проданих примерака                                           | Сертификати |
| Назив                                                                               | Детаљи | АУС      | БЕЛ      | КАН      | ФРА      | НЕМ      | ИРС      | НЗ       | ШВА      | УК       | САД      | Број проданих примерака                                           | Сертификати |
| ----------------------------------------------------------------------------------- | --- | -------- | -------- | -------- | -------- | -------- | -------- | -------- | -------- | -------- | -------- | ----------------------------------------------------------------- | --- |
| Music of the Sun                                                                    | - Датум објављивања: 12. август 2005. (САД) - Издавачке куће: Def Jam, SRP - Формат: ЦД, ЦД/ДВД, ЛП, виртуелно преузимање       | —        | —        | 7        | 93       | 31       | 12       | 26       | 38       | 35       | 10       | - УК: 148.660 - САД: 623.000 - Свет: 2.000.000                    | - RIAA: Златни - BPI: Златни - BVMI: Златни - MC: Платинасти - RMNZ: Златни |
| A Girl like Me                                                                      | - Датум објављивања: 11. април 2006. (САД) - Издавачке куће: Def Jam, SRP - Формат: ЦД, ЛП, виртуелно преузимање                | 9        | 10       | 1        | 18       | 13       | 5        | 7        | 6        | 5        | 5        | - УК: 667.672 - САД: 1.400.000 - Свет: 4.000.000                  | - RIAA: 2× Платинасти - ARIA: Платинасти - BPI: 2× Платинасти - BVMI: Платинасти - IFPI: Платинасти - IRMA: 2× Платинасти - MC: 2× Платинасти - RMNZ: Златни                                                                        |
| Good Girl Gone Bad                                                                  | - Датум објављивања: 5. јун 2007. (САД) - Издавачке куће: Def Jam, SRP - Формат: ЦД, ЦД/ДВД, ЛП, виртуелно преузимање           | 2        | 9        | 1        | 8        | 4        | 1        | 4        | 1        | 1        | 2        | - УК: 1.904.347 - САД: 2.800.000 - Свет: 9.000.000                | - RIAA: 6× Платинасти - ARIA: 4× Платинасти - BEA: 2× Платинасти - BPI: 6× Платинасти - BVMI: 7× Златни - IFPI: 3× Платинасти - IFPI SWI: 3× Платинасти - IRMA: 3× Платинасти - MC: 5× Платинасти - RMNZ: Платинасти - SNEP: Златни |
| Rated R                                                                             | - Датум објављивања: 23. новембар 2009. (САД) - Издавачке куће: Def Jam, SRP - Формат: ЦД, ЛП, виртуелно преузимање             | 12       | 16       | 5        | 10       | 4        | 7        | 14       | 1        | 9        | 4        | - УК: 701.298 - САД: 1.130.000 - Свет: 3.000.000                  | - RIAA: 2× Платинасти - ARIA: Платинасти - BEA: Златни - BPI: 2× Платинасти - BVMI: Платинасти - IFPI SWI: Платинасти - IFPI: Платинасти - IRMA: Платинасти - MC: Платинасти - SNEP: Платинасти                                     |
| Loud                                                                                | - Датум објављивања: 16. новембар 2010. (САД) - Издавачке куће: Def Jam, SRP - Формат: ЦД, ЦД/ДВД, ЛП, виртуелно преузимање     | 2        | 3        | 1        | 3        | 2        | 1        | 4        | 1        | 1        | 3        | - ФРА: 355.000 - УК: 1.950.864 - САД: 1.800.000 - Свет: 8.000.000 | - RIAA: 3× Платинасти - ARIA: 3× Платинасти - BEA: Платинасти - BPI: 6× Платинасти - BVMI: 3× Златни - IFPI: 3× Платинасти - IFPI SWI: 2× Платинасти - IRMA: 5× Платинасти - MC: 3× Платинасти - RMNZ: Платинасти                   |
| Talk That Talk                                                                      | - Датум објављивања: 21. новембар 2011. (САД) - Издавачке куће: Def Jam, SRP - Формат: ЦД, ЛП, виртуелно преузимање             | 5        | 3        | 3        | 2        | 3        | 2        | 1        | 1        | 1        | 3        | - ФРА: 200.000 - УК: 1.000.000 - САД: 1.150.000 - Свет: 5.500.000 | - RIAA: 3× Платинасти - ARIA: Платинасти - BEA: Златни - BPI: 3× Платинасти - BVMI: Златни - IFPI: Платинасти - IFPI SWI: Платинасти - IRMA: 3× Платинасти - RMNZ: Платинасти                                                       |
| Unapologetic                                                                        | - Датум објављивања: 19. новембар 2012. (САД) - Издавачке куће: Def Jam, SRP - Формат: ЦД, ЦД/ДВД, ЛП, виртуелно преузимање     | 8        | 2        | 1        | 3        | 3        | 1        | 5        | 1        | 1        | 1        | - ФРА: 240.000 - УК: 635.000 - САД: 1.200.000 - Свет: 4.000.000   | - RIAA: 3× Платинасти - ARIA: Платинасти - BEA: Златни - BPI: 2× Платинасти - BVMI: Платинасти - IRMA: 2× Платинасти - IFPI SWI: Платинасти - MC: Платинасти - RMNZ: Златни                                                         |
| Anti                                                                                | - Датум објављивања: 28. јануар 2016. - Издавачке куће: Westbury Road, Roc Nation - Формат: ЦД, ЛП, виртуелно преузимање, стрим | 5        | 8        | 1        | 6        | 3        | 2        | 5        | 2        | 7        | 1        | - САД: 603.000 - Свет: 1.100.000                                  | - RIAA: 3× Платинасти - BPI: Платинасти - MC: Златни - SNEP: Платинасти |
| „—” означава издања која нису била на листама или нису била објављена у тој држави. | |          |          |          |          |          |          |          |          |          |          |                                                                   | |

### Компилацијски албуми
| Назив                                                                               | Детаљи | Позиција | Позиција |
| Назив                                                                               | Детаљи | ФРА      | САД      |
| ----------------------------------------------------------------------------------- | --- | -------- | -------- |
| 3 CD Collector's Set                                                                | - Датум објављивања: 15. децембар 2009. (САД) - Издавачке куће: Def Jam - Формат: ЦД | —        | 80       |
| Coffret 4 CD                                                                        | - Датум објављивања: 17. октобар 2011. (ФРА) - Издавачке куће: Def Jam - Формат: ЦД бокс сет | 55       | —        |
| Vinyl Box Set                                                                       | - Датум објављивања: 16. децембар 2016. - Издавачке куће: Def Jam - Формат: 15-ЛП бокс сет - Укључује: Music of the Sun, A Girl Like Me, Good Girl Gone Bad, Rated R, Loud, Talk That Talk, Unapologetic и Anti | —        | —        |
| „—” означава издања која нису била на листама или нису била објављена у тој држави. | |          |          |

### Албуми-ремиксеви
| Назив                                                                                       | Информације о албуму                                                                            | Позиција | Позиција | Позиција | Позиција |
| Назив                                                                                       | Информације о албуму                                                                            | GRC      | US       | US Dance | US R&B   |
| ------------------------------------------------------------------------------------------- | ----------------------------------------------------------------------------------------------- | -------- | -------- | -------- | -------- |
| Good Girl Gone Bad: The Remixes                                                             | - Датум издавања: 27. јануар 2009. - Издавачка кућа: Def Jam - Формат: ЦД, дигитално преузимање | —        | 106      | 4        | 59       |
| Rated R: Remixed                                                                            | - Датум издавања: 25. мај 2010. - Издавачка кућа: Def Jam - Формат: ЦД, дигитално преузимање    | 4        | 158      | 6        | 33       |
| "—" озачава издање које или није дебитовало на листи или није дебитовало на тој територији. |                                                                                                 |          |          |          |          |

### Рејисуси
| Назив                        | Информације о албуму                                                                                    | Позиција | Позиција | Позиција | Позиција | Позиција | Позиција | Позиција | Позиција | Позиција | Позиција | Сертификати      |
| Назив                        | Информације о албуму                                                                                    | AUT      | BEL (FL) | CAN      | DEN      | GER      | IRL      | NZ       | SWI      | UK       | US       | Сертификати      |
| ---------------------------- | --- | -------- | -------- | -------- | -------- | -------- | -------- | -------- | -------- | -------- | -------- | ---------------- |
| Good Girl Gone Bad: Reloaded | - Датум издавања: 2. јун 2010. - Издавачка кућа: Def Jam - Формат: ЦД, ЦД/DVD, ЛП, дигитално преузимање | 36       | 62       | 6        | 4        | 38       | 8        | 4        | 32       | 12       | 7        | - RMNZ: Platinum |

## EP-ови
| Назив                           | Информације |
| ------------------------------- | --- |
| Don't Stop the Music (Hit Pack) | - Датум издавања: август 2007. - Издавачка кућа: Def Jam - Формат: Стримид аудио                                                         |
| Don't Stop the Music (5 Track)  | - Датум издавања: January 1, 2007 (DEU) - Издавачка кућа: Def Jam - Формат: дигитално преузимање                                         |
| Rated R (Nokia Singles Edition) | - Датум издавања: 3. март 2010. - Издавачка кућа: Def Jam - Формат: дигитално преузимање - Укључује: Прва три сингла и Нокиа бонус траке |

## Синглови

### Као главни извођач
| Назив                                                                                       | Година | Позиција | Позиција | Позиција | Позиција | Позиција | Позиција | Позиција | Позиција | Позиција | Позиција | Сертификати | Албум                        |
| Назив                                                                                       | Година | AUS      | BEL (FL) | CAN      | FRA      | GER      | IRL      | NZ       | SWI      | UK       | US       | Сертификати | Албум                        |
| ------------------------------------------------------------------------------------------- | ------ | -------- | -------- | -------- | -------- | -------- | -------- | -------- | -------- | -------- | -------- | --- | ---------------------------- |
| "Pon de Replay"                                                                             | 2005   | 6        | 5        | 3        | 18       | 6        | 2        | 1        | 3        | 2        | 2        | - ARIA: Platinum - BPI: Gold - BVMI: Gold - RIAA: 2× Platinum - RMNZ: Gold                                                                        | Music of the Sun             |
| "If It's Lovin' that You Want"                                                              | 2005   | 9        | 25       | —        | —        | 25       | 8        | 9        | 19       | 11       | 36       | - RIAA: Gold | Music of the Sun             |
| "SOS"                                                                                       | 2006   | 1        | 2        | 1        | 12       | 2        | 3        | 3        | 3        | 2        | 1        | - ARIA: 2× Platinum - BPI: Gold - BVMI: Gold - RIAA: 2× Platinum                                                                                  | A Girl like Me               |
| "Unfaithful"                                                                                | 2006   | 2        | 3        | 1        | 7        | 2        | 2        | 4        | 1        | 2        | 6        | - ARIA: Gold - BEA: Gold - BPI: Platinum - BVMI: Platinum - IFPI SWI: Gold - RIAA: 3× Platinum                                                    | A Girl like Me               |
| "We Ride"                                                                                   | 2006   | 24       | 40       | —        | —        | 45       | 17       | 8        | 42       | 17       | —        | - RIAA: Gold | A Girl like Me               |
| "Break It Off" (Дует са Шон Паулом)                                                         | 2006   | —        | 60       | 19       | —        | —        | —        | —        | —        | —        | 9        | - RIAA: Gold | A Girl like Me               |
| "Umbrella" (Дует са Џеј-Зијем)                                                              | 2007   | 1        | 1        | 1        | 6        | 1        | 1        | 1        | 1        | 1        | 1        | - ARIA: 5× Platinum - BEA: Platinum - BPI: Platinum - BVMI: 2× Platinum - IFPI SWI: Gold - RIAA: 6× Platinum - RMNZ: Platinum                     | Good Girl Gone Bad           |
| "Shut Up and Drive"                                                                         | 2007   | 4        | 9        | 6        | 3        | 6        | 5        | 12       | 14       | 5        | 15       | - ARIA: 2× Platinum - BPI: Silver - RIAA: 2× Platinum                                                                                             | Good Girl Gone Bad           |
| "Hate That I Love You" (Дует са Ne-Yo)                                                      | 2007   | 14       | 23       | 17       | 16       | 11       | 13       | 6        | 13       | 15       | 7        | - ARIA: Platinum - BPI: Silver - RIAA: 2× Platinum - RMNZ: Gold                                                                                   | Good Girl Gone Bad           |
| "Don't Stop the Music"                                                                      | 2007   | 1        | 1        | 2        | 1        | 1        | 6        | 3        | 1        | 4        | 3        | - ARIA: 5× Platinum - BEA: Platinum - BPI: Platinum - BVMI: 3× Gold - RIAA: 4× Platinum - RMNZ: Platinum                                          | Good Girl Gone Bad           |
| "Take a Bow"                                                                                | 2008   | 3        | 13       | 1        | 12       | 6        | 1        | 2        | 7        | 1        | 1        | - ARIA: 3× Platinum - BPI: Platinum - BVMI: Gold - RIAA: 4× Platinum - RMNZ: Platinum                                                             | Good Girl Gone Bad: Reloaded |
| "Disturbia"                                                                                 | 2008   | 6        | 1        | 2        | 3        | 5        | 4        | 1        | 4        | 3        | 1        | - ARIA: 3× Platinum - BEA: Platinum - BPI: Platinum - BVMI: Gold - RIAA: 6× Platinum - RMNZ: Platinum                                             | Good Girl Gone Bad: Reloaded |
| "Rehab"                                                                                     | 2008   | 26       | 64       | 19       | 30       | 4        | 22       | 12       | 13       | 16       | 18       | - BPI: Silver - BVMI: Gold - RIAA: 2× Platinum - RMNZ: Gold                                                                                       | Good Girl Gone Bad           |
| "Russian Roulette"                                                                          | 2009   | 7        | 5        | 9        | 4        | 2        | 5        | 9        | 1        | 2        | 9        | - ARIA: Platinum - BPI: Gold - BVMI: Gold - IFPI SWI: Gold - RIAA: 2× Platinum - RMNZ: Gold                                                       | Rated R                      |
| "Hard" (Дует са Jeezy)                                                                      | 2009   | 51       | —        | 9        | —        | —        | 33       | 15       | —        | 42       | 8        | - RIAA: 2× Platinum | Rated R                      |
| "Wait Your Turn"                                                                            | 2009   | 82       | —        | —        | —        | —        | 32       | —        | —        | 45       | —        | | Rated R                      |
| "Rude Boy"                                                                                  | 2010   | 1        | 3        | 7        | 8        | 4        | 3        | 3        | 5        | 2        | 1        | - ARIA: 4× Platinum - BEA: Gold - BPI: Platinum - BVMI: Gold - IFPI SWI: Gold - RIAA: 5× Platinum - RMNZ: Platinum                                | Rated R                      |
| "Rockstar 101" (featuring Slash)                                                            | 2010   | 24       | —        | —        | —        | —        | —        | —        | —        | —        | 64       | - RIAA: Platinum | Rated R                      |
| "Te Amo"                                                                                    | 2010   | 22       | 10       | 66       | 17       | 11       | 16       | —        | 9        | 14       | —        | - ARIA: Platinum - BPI: Silver - BVMI: Gold - IFPI SWI: Gold - RIAA: Gold                                                                         | Rated R                      |
| "Only Girl (In the World)"                                                                  | 2010   | 1        | 2        | 1        | 2        | 2        | 1        | 1        | 2        | 1        | 1        | - ARIA: 7× Platinum - BEA: Platinum - BPI: 2× Platinum - BVMI: 3× Gold - IFPI SWI: 2× Platinum - RIAA: 6× Platinum - RMNZ: Platinum               | Loud                         |
| "What's My Name?" (Дует са Дрејком)                                                         | 2010   | 18       | 28       | 5        | 16       | 12       | 3        | 3        | 13       | 1        | 1        | - ARIA: Platinum - BPI: Platinum - BVMI: Gold - IFPI SWI: Gold - RIAA: 6× Platinum - RMNZ: Platinum                                               | Loud                         |
| "Raining Men" (Дует са Ники Минаж)                                                          | 2010   | —        | —        | —        | —        | —        | —        | —        | —        | 142      | —        | | Loud                         |
| "S&M"                                                                                       | 2011   | 1        | 3        | 1        | 3        | 2        | 3        | 2        | 2        | 3        | 1        | - ARIA: 6× Platinum - BEA: Platinum - BPI: Platinum - BVMI: Platinum - IFPI SWI: Platinum - RIAA: 5× Platinum - RMNZ: Platinum                    | Loud                         |
| "California King Bed"                                                                       | 2011   | 4        | 9        | 20       | 30       | 8        | 11       | 4        | 10       | 8        | 37       | - ARIA: Platinum - BPI: Gold - BVMI: Gold - IFPI SWI: Gold - RIAA: 2× Platinum - RMNZ: Gold                                                       | Loud                         |
| "Man Down"                                                                                  | 2011   | —        | 3        | 63       | 1        | —        | —        | —        | 9        | 54       | 59       | - BEA: Gold - BPI: Silver - IFPI SWI: Gold - RIAA: 2× Platinum                                                                                    | Loud                         |
| "Cheers (Drink to That)"                                                                    | 2011   | 6        | 62       | 6        | 64       | 26       | 16       | 5        | 66       | 15       | 7        | - ARIA: 3× Platinum - BPI: Silver - RIAA: 2× Platinum - RMNZ: Platinum                                                                            | Loud                         |
| "We Found Love" (Дует са Келвин Харисом)                                                    | 2011   | 2        | 3        | 1        | 1        | 1        | 1        | 1        | 1        | 1        | 1        | - ARIA: 8× Platinum - BEA: Platinum - BPI: 2× Platinum - BVMI: 2× Platinum - IFPI SWI: 2× Platinum - RIAA: 9× Platinum - RMNZ: 3× Platinum        | Talk That Talk               |
| "You da One"                                                                                | 2011   | 26       | 50       | 12       | 23       | 30       | 12       | 10       | 36       | 16       | 14       | - ARIA: Platinum - BPI: Silver - RIAA: 2× Platinum - RMNZ: Gold                                                                                   | Talk That Talk               |
| "Talk That Talk" (Дует са Jay-Z)                                                            | 2012   | 28       | —        | 30       | 24       | 63       | 22       | 37       | 11       | 25       | 31       | - ARIA: Gold - BPI: Silver - RIAA: Platinum | Talk That Talk               |
| "Princess of China" (Дует са Coldplay)                                                      | 2012   | 16       | 20       | 17       | 24       | 41       | 5        | 8        | 20       | 4        | 20       | - ARIA: Platinum - BPI: Platinum - RMNZ: Gold | Mylo Xyloto                  |
| "Birthday Cake" (Remix) (featuring Chris Brown)                                             | 2012   | —        | —        | —        | —        | —        | —        | —        | —        | —        | 24       | - RIAA: Platinum | Talk That Talk               |
| "Where Have You Been"                                                                       | 2012   | 6        | 9        | 5        | 2        | 17       | 8        | 4        | 15       | 6        | 5        | - ARIA: 3× Platinum - BEA: Gold - BPI: Platinum - BVMI: Gold - RIAA: 4× Platinum - RMNZ: Platinum                                                 | Talk That Talk               |
| "Cockiness (Love It)" (Ремикс) (Дует са ASAP Rocky)                                         | 2012   | —        | —        | —        | —        | —        | —        | —        | —        | —        | —        | - RIAA: Gold | Talk That Talk               |
| "Diamonds"                                                                                  | 2012   | 6        | 3        | 1        | 1        | 1        | 2        | 2        | 1        | 1        | 1        | - ARIA: 6× Platinum - BEA: Platinum - BPI: 2× Platinum - BVMI: 5× Gold - IFPI SWI: 2× Platinum - MC: Gold - RIAA: 6× Platinum - RMNZ: 2× Platinum | Unapologetic                 |
| "Stay" (Дует са Mikky Ekko)                                                                 | 2013   | 4        | 3        | 1        | 2        | 2        | 2        | 4        | 2        | 4        | 3        | - ARIA: 5× Platinum - BEA: Platinum - BPI: Platinum - BVMI: 3× Gold - RIAA: 7× Platinum - RMNZ: 2× Platinum                                       | Unapologetic                 |
| "Pour It Up"                                                                                | 2013   | —        | —        | 49       | 92       | —        | 56       | —        | —        | 43       | 19       | - BPI: Silver - RIAA: 2× Platinum | Unapologetic                 |
| "Loveeeeeee Song" (Дует са Future)                                                          | 2013   | —        | —        | —        | 110      | —        | —        | —        | —        | 105      | 55       | - RIAA: Platinum | Unapologetic                 |
| "Right Now" (Дует са David Guetta)                                                          | 2013   | 39       | 34       | 32       | 31       | 43       | 52       | 54       | 32       | 36       | 50       | - ARIA: Platinum - RIAA: Gold | Unapologetic                 |
| "What Now"                                                                                  | 2013   | 21       | —        | 27       | 52       | 49       | 21       | 13       | 46       | 21       | 25       | - ARIA: Platinum - BPI: Silver - RIAA: Platinum                                                                                                   | Unapologetic                 |
| "Jump"                                                                                      | 2014   | 5        | —        | —        | 153      | —        | —        | 10       | —        | 150      | —        | - ARIA: Platinum - RMNZ: Gold | Unapologetic                 |
| "FourFiveSeconds" (Три са Kanye West и Paul McCartney)                                      | 2015   | 1        | 5        | 3        | 2        | 3        | 1        | 1        | 3        | 3        | 4        | - ARIA: 3× Platinum - BEA: Platinum - BPI: Platinum - BVMI: Platinum - IFPI SWI: Platinum - RIAA: 3× Platinum - RMNZ: 2× Platinum - SNEP: Gold    | non-album single             |
| "Towards the Sun"                                                                           | 2015   | —        | —        | —        | 22       | —        | —        | —        | —        | 76       | —        | | Home                         |
| "Bitch Better Have My Money"                                                                | 2015   | 14       | 27       | 11       | 3        | 17       | 39       | 10       | 7        | 27       | 15       | - ARIA: Gold - BPI: Gold - BVMI: Gold - RIAA: 2× Platinum - RMNZ: Gold - SNEP: Gold                                                               | non-album singles            |
| "American Oxygen"                                                                           | 2015   | 65       | —        | 59       | 25       | 39       | 39       | —        | 30       | 71       | 78       | | non-album singles            |
| "Work" (Дует са Drake)                                                                      | 2016   | 5        | 6        | 1        | 1        | 5        | 2        | 2        | 9        | 2        | 1        | - ARIA: 2× Platinum - BEA: Platinum - BPI: 2× Platinum - BVMI: Platinum - MC: Gold - RIAA: 6× Platinum - RMNZ: 2× Platinum - SNEP: Diamond        | Anti                         |
| "Kiss It Better"                                                                            | 2016   | 48       | —        | —        | 76       | —        | 66       | —        | —        | 46       | 62       | - BPI: Silver - RIAA: Platinum - RMNZ: Gold | Anti                         |
| "Needed Me"                                                                                 | 2016   | 44       | —        | 25       | 94       | 57       | 58       | 14       | 45       | 38       | 7        | - ARIA: Platinum - BPI: Platinum - BVMI: Gold - MC: 2× Platinum - RIAA: 5× Platinum - RMNZ: Platinum - SNEP: Gold                                 | Anti                         |
| "Nothing Is Promised" (Дует са Mike Will Made It)                                           | 2016   | 69       | —        | —        | 25       | —        | —        | —        | —        | 64       | 75       | | Ransom 2                     |
| "Sledgehammer"                                                                              | 2016   | 69       | 40       | —        | 60       | —        | —        | —        | —        | 69       | —        | | Non-album single             |
| "Love on the Brain"                                                                         | 2016   | —        | 33       | 22       | 12       | 21       | —        | 15       | 26       | 175      | 5        | - BEA: Gold - BPI: Silver - BVMI: Gold - MC: Platinum - RIAA: 3× Platinum - RMNZ: Gold - SNEP: Platinum                                           | Anti                         |
| "Lemon" (Дует са N.E.R.D)                                                                   | 2017   | 44       | —        | 33       | 47       | —        | 51       | 37       | 59       | 31       | 36       | - ARIA: Platinum - BPI: Silver - RIAA: Platinum - RMNZ: Gold                                                                                      | No One Ever Really Dies      |
| "—" озачава издање које или није дебитовало на листи или није дебитовало на тој територији. |        |          |          |          |          |          |          |          |          |          |          | |                              |

### Као гостујући музичар
| Назив                                                                                       | Година | Позиција | Позиција | Позиција | Позиција | Позиција | Позиција | Позиција | Позиција | Позиција | Позиција | Сертификати | Албум                             |
| Назив                                                                                       | Година | AUS      | BEL (FL) | CAN      | FRA      | GER      | IRL      | NZ       | SWI      | UK       | US       | Сертификати | Албум                             |
| ------------------------------------------------------------------------------------------- | ------ | -------- | -------- | -------- | -------- | -------- | -------- | -------- | -------- | -------- | -------- | --- | --------------------------------- |
| "Roll It" (J-Status featuring Rihanna)                                                      | 2007   | —        | —        | —        | —        | 33       | —        | —        | 89       | —        | —        | | The Beginning                     |
| "If I Never See Your Face Again" (Maroon 5 featuring Rihanna)                               | 2008   | 11       | 68       | 12       | —        | —        | 16       | 21       | 52       | 28       | 51       | - ARIA: Platinum - MC: Gold - RIAA: Platinum                                                                                                   | It Won't Be Soon Before Long      |
| "Live Your Life" (T.I. са Ријаном)                                                          | 2008   | 3        | 15       | 4        | 17       | 12       | 3        | 2        | 8        | 2        | 1        | - ARIA: Platinum - BPI: Platinum - RIAA: 3× Platinum - RMNZ: Platinum                                                                          | Paper Trail                       |
| "Run This Town" (Џеј Зи са Канјем Вестом и Ријаном)                                         | 2009   | 9        | 28       | 6        | —        | 18       | 3        | 9        | 9        | 1        | 2        | - ARIA: Platinum - BPI: Gold - RIAA: 2× Platinum - RMNZ: Gold                                                                                  | The Blueprint 3                   |
| "Love the Way You Lie" (Еминем са Ријаном)                                                  | 2010   | 1        | 1        | 1        | 3        | 1        | 1        | 1        | 1        | 2        | 1        | - RIAA: 12× Platinum - ARIA: 10× Platinum - BEA: Gold - BPI: 2× Platinum - BVMI: 2× Platinum - IFPI SWI: 3× Platinum - RMNZ: 2× Platinum       | Recovery                          |
| "Who's That Chick?" (Дејвид Гета са Ријаном)                                                | 2010   | 7        | 6        | 26       | 5        | 6        | 4        | 8        | 8        | 6        | 51       | - ARIA: 2× Platinum - BEA: Gold - BPI: Platinum - BVMI: Gold - RMNZ: Platinum                                                                  | One Love                          |
| "All of the Lights" (Канје Вест са Ријаном)                                                 | 2011   | 24       | —        | 53       | 52       | —        | 13       | 13       | 46       | 15       | 18       | - ARIA: Platinum - BPI: Platinum - RIAA: 4x Platinum - RMNZ: Gold                                                                              | My Beautiful Dark Twisted Fantasy |
| "Fly" (Ники Минаж са Ријаном)                                                               | 2011   | 18       | 74       | 55       | —        | —        | 14       | 13       | —        | 16       | 19       | - ARIA: Gold - BPI: Silver - RIAA: Platinum | Pink Friday                       |
| "Take Care" (Дрејк са Ријаном)                                                              | 2012   | 9        | 36       | 15       | 27       | —        | 18       | 6        | 50       | 9        | 7        | - ARIA: 2× Platinum - BPI: Platinum - MC: 2× Platinum - RIAA: 4× Platinum - RMNZ: Platinum                                                     | Take Care                         |
| "Bad" (Ремикс) (Wale са Ријаном)                                                            | 2013   | —        | —        | —        | 141      | —        | —        | —        | —        | 112      | 21       | - RIAA: Platinum | The Gifted                        |
| "The Monster" (Емнинем са Ријаном)                                                          | 2013   | 1        | 2        | 1        | 1        | 3        | 1        | 1        | 1        | 1        | 1        | - RIAA: 6× Platinum - ARIA: 5× Platinum - BEA: Gold - BPI: Platinum - BVMI: 3× Gold - IFPI SWI: Platinum - MC: 2× Platinum - RMNZ: 2× Platinum | The Marshall Mathers LP 2         |
| "Can't Remember to Forget You" (Шакира са Ријаном)                                          | 2014   | 18       | 9        | 19       | 5        | 8        | 7        | 32       | 7        | 11       | 15       | - ARIA: Gold - BVMI: Gold - BPI: Silver - IFPI SWI: Gold                                                                                       | Shakira                           |
| "This Is What You Came For" (Calvin Harris са Ријаном)                                      | 2016   | 1        | 4        | 1        | 5        | 5        | 1        | 2        | 4        | 2        | 3        | - ARIA: 7× Platinum - BEA: Platinum - BPI: 2× Platinum - BVMI: Platinum - MC: Platinum - RIAA: 4× Platinum - RMNZ: Platinum - SNEP: Gold       | Шаблон:NA                         |
| "Too Good" (Drake са Ријаном)                                                               | 2016   | 3        | 9        | 9        | 29       | 30       | 11       | 4        | 25       | 3        | 14       | - ARIA: 3× Platinum - BEA: Gold - BPI: 2× Platinum - BVMI: Gold - RIAA: 3× Platinum - RMNZ: Gold - SNEP: Platinum                              | Views                             |
| "Selfish" (Future са Ријаном)                                                               | 2017   | 37       | —        | 28       | 34       | —        | 78       | 17       | 51       | 94       | 37       | - ARIA: Platinum - MC: Gold - RIAA: Platinum - RMNZ: Gold                                                                                      | Hndrxx                            |
| "Wild Thoughts" (DJ Khaled са Ријаном и Bryson Tiller)                                      | 2017   | 2        | 5        | 2        | 2        | 4        | 3        | 2        | 3        | 1        | 2        | - ARIA: 4× Platinum - BEA: Platinum - BPI: 2× Platinum - BVMI: Platinum - MC: 3× Platinum - RIAA: 4× Platinum - RMNZ: Platinum - SNEP: Diamond | Grateful                          |
| "Loyalty" (Kendrick Lamar са Ријаном)                                                       | 2017   | 20       | —        | 12       | 41       | 53       | 18       | 15       | 35       | 27       | 14       | - BPI: Silver - MC: 2× Platinum - RIAA: 2× Platinum                                                                                            | Damn                              |
| "—" озачава издање које или није дебитовало на листи или није дебитовало на тој територији. |        |          |          |          |          |          |          |          |          |          |          | |                                   |

## Графиконски синглови
| "Just Stand Up!" (among Artists Stand Up to Cancer)                                         | 2008 | 39 | 10 | 11 | 19 | 26 | 11 |
| "Redemption Song"                                                                           | 2010 | —  | 82 | —  | —  | —  | 81 |
| "—" озачава издање које или није дебитовало на листи или није дебитовало на тој територији. |      |    |    |    |    |    |    |

## Остале графиконске песме
| Назив                                                                                       | Године | Позиција | Позиција | Позиција | Позиција | Позиција | Позиција | Позиција | Позиција | Позиција | Позиција | Сертификати      | Албум              |
| Назив                                                                                       | Године | CAN      | FRA      | IRL      | SPA      | SWI      | UK       | UK R&B   | US       | US Dance | US R&B   | Сертификати      | Албум              |
| ------------------------------------------------------------------------------------------- | ------ | -------- | -------- | -------- | -------- | -------- | -------- | -------- | -------- | -------- | -------- | ---------------- | ------------------ |
| "A Girl Like Me"                                                                            | 2006   | —        | —        | —        | 25       | —        | —        | —        | —        | —        | —        |                  | A Girl Like Me     |
| "A Million Miles Away"                                                                      | 2006   | —        | —        | —        | 38       | —        | —        | —        | —        | —        | —        |                  | A Girl Like Me     |
| "Breakin' Dishes"                                                                           | 2007   | —        | —        | —        | —        | —        | —        | —        | —        | 4        | —        |                  | Good Girl Gone Bad |
| "Numba 1 (Tide Is High)" (Kardinal Offishall featuring Rihanna)                             | 2008   | 38       | —        | —        | —        | —        | —        | —        | —        | —        | —        |                  | Not 4 Sale         |
| "Bad Girl" (featuring Chris Brown)                                                          | 2009   | —        | —        | —        | —        | —        | —        | —        | —        | —        | 55       |                  | non-album song     |
| "Stranded (Haiti Mon Amour)" (with Jay-Z, Bono and The Edge)                                | 2010   | 6        | —        | 3        | 30       | —        | 41       | —        | 16       | —        | —        |                  | Hope for Haiti Now |
| "Fading"                                                                                    | 2010   | —        | —        | —        | —        | —        | 187      | —        | —        | —        | —        |                  | Loud               |
| "Love the Way You Lie (Part II)" (featuring Eminem)                                         | 2010   | 19       | —        | —        | —        | —        | 160      | —        | —        | —        | —        |                  | Loud               |
| "Birthday Cake"                                                                             | 2011   | —        | —        | —        | —        | —        | 172      | —        | 39       | —        | 4        |                  | Talk That Talk     |
| "Cockiness (Love It)"                                                                       | 2011   | —        | —        | —        | —        | —        | 121      | 33       | —        | —        | —        |                  | Talk That Talk     |
| "We All Want Love"                                                                          | 2011   | —        | —        | —        | —        | —        | 188      | —        | —        | —        | —        |                  | Talk That Talk     |
| "Drunk on Love"                                                                             | 2011   | —        | —        | —        | —        | —        | 153      | 23       | —        | —        | —        |                  | Talk That Talk     |
| "Roc Me Out"                                                                                | 2011   | —        | —        | —        | —        | —        | 176      | —        | —        | —        | —        |                  | Talk That Talk     |
| "Farewell"                                                                                  | 2011   | —        | —        | —        | —        | —        | 155      | —        | —        | —        | —        |                  | Talk That Talk     |
| "Red Lipstick"                                                                              | 2011   | —        | —        | —        | —        | —        | 122      | 34       | —        | —        | —        |                  | Talk That Talk     |
| "Do Ya Thang"                                                                               | 2011   | —        | —        | —        | —        | —        | 136      | 38       | —        | —        | —        |                  | Talk That Talk     |
| "Fool in Love"                                                                              | 2011   | —        | —        | —        | —        | —        | 123      | 35       | —        | —        | —        |                  | Talk That Talk     |
| "Phresh Out the Runway"                                                                     | 2012   | —        | 185      | —        | —        | —        | 177      | 35       | —        | —        | —        |                  | Unapologetic       |
| "Numb" (featuring Eminem)                                                                   | 2012   | 99       | 128      | —        | —        | —        | 92       | 13       | —        | —        | 42       |                  | Unapologetic       |
| "Nobody's Business" (featuring Chris Brown)                                                 | 2012   | —        | 36       | —        | —        | —        | 63       | 7        | —        | —        | 39       |                  | Unapologetic       |
| "Love Without Tragedy / Mother Mary"                                                        | 2012   | —        | 95       | —        | —        | —        | 113      | 19       | —        | —        | —        |                  | Unapologetic       |
| "No Love Allowed"                                                                           | 2012   | —        | 101      | —        | —        | —        | 131      | 24       | —        | —        | —        |                  | Unapologetic       |
| "Lost in Paradise"                                                                          | 2012   | —        | 183      | —        | —        | —        | —        | —        | —        | —        | —        |                  | Unapologetic       |
| "Half of Me"                                                                                | 2012   | 96       | 70       | 84       | —        | 46       | 75       | 10       | —        | —        | —        |                  | Unapologetic       |
| "Dancing in the Dark"                                                                       | 2015   | —        | 92       | —        | —        | —        | —        | —        | —        | —        | —        |                  | Home               |
| "As Real As You and Me"                                                                     | 2015   | —        | 96       | —        | —        | —        | 110      | —        | —        | —        | —        |                  | Home               |
| "Consideration" (featuring SZA)                                                             | 2016   | —        | 63       | —        | —        | —        | 88       | —        | —        | 1        | 38       |                  | Anti               |
| "Desperado"                                                                                 | 2016   | —        | 109      | —        | —        | 51       | 129      | —        | —        | 1        | 39       | - RIAA: Platinum | Anti               |
| "Woo"                                                                                       | 2016   | —        | —        | —        | —        | —        | 158      | —        | —        | —        | —        |                  | Anti               |
| "Yeah, I Said It"                                                                           | 2016   | —        | —        | —        | —        | —        | 187      | —        | —        | —        | 41       |                  | Anti               |
| "Same Ol' Mistakes"                                                                         | 2016   | —        | 155      | —        | —        | —        | 197      | —        | —        | —        | —        |                  | Anti               |
| "Never Ending"                                                                              | 2016   | —        | 144      | —        | —        | —        | —        | —        | —        | —        | —        |                  | Anti               |
| "Higher"                                                                                    | 2016   | —        | 185      | —        | —        | —        | —        | —        | —        | —        | —        |                  | Anti               |
| "Close to You"                                                                              | 2016   | —        | 136      | —        | —        | 61       | —        | —        | —        | —        | —        |                  | Anti               |
| "Goodnight Gotham"                                                                          | 2016   | —        | 114      | —        | —        | —        | —        | —        | —        | —        | —        |                  | Anti               |
| "Pose"                                                                                      | 2016   | —        | 98       | —        | —        | —        | —        | —        | —        | 1        | —        |                  | Anti               |
| "Sex with Me"                                                                               | 2016   | —        | 52       | —        | —        | —        | 130      | —        | 83       | 1        | 33       | - RIAA: Platinum | Anti               |
| "—" озачава издање које или није дебитовало на листи или није дебитовало на тој територији. |        |          |          |          |          |          |          |          |          |          |          |                  |                    |